# Christy Corporation
La Christy Corporation est un chantier naval américain créé en 1945 à Sturgeon Bay dans le Wisconsin.
C'est l'un des prédécesseurs de la Bay Shipbuilding Company (en).

## Histoire
La Christy Corporation est fondée juste après la Seconde Guerre mondiale à partir du Leathem D. Smith Shipbuilding, qui s'appelait auparavant la Leathem D. Smith Towing & Wrecking Company, Leathem D. Smith Dock Company ou encore la Leathem D. Smith Shipbuilding & Dry Dock Company.
Pendant la Seconde Guerre mondiale, Leathem D. Smith Shipbuilding construit des navires de type N3 et un certain nombre de chasseurs de sous-marins de classe PC-461 de 175 pieds, comme l'USS Munising (PC-1228) (en). Le chantier construit également plusieurs frégates de classe Tacoma, comme l' USS Peoria (PF-67) (en). Vers la fin de la Guerre, Leathem a également construit des navires de pose de filets, des pétroliers et plusieurs navires de type C1 de 389 pieds. Pendant la Guerre, Leathem livre en moyenne un navire tous les 20 jours. Le chantier culmine à environ 5 000 ouvriers pendant la Guerre.   
En tant que Christy Corporation, dans les années 1950, le chantier construit les ferries SS Spartan (en) et SS Badger. Il construit aussi des Landing Ship Tank de la classe Terrebonne Parish, comme le USS Washtenaw County (LST-1166) (en) et des Landing Craft Utility (type LCU-1610) pour la marine américaine,.
Dans les années 1960, Christy construit une variété de types de navires différents, tels que l'USNS James M. Gilliss (T-AGOR-4), l' USNS Charles H. Davis (T-AGOR-5) (en), le MV Tustumena (en), le NOAAS David Starr Jordan (R 444), l'USCGC Active (WMEC-618) (en) et USNS Kane (T-AGS-27).
Le chantier naval de Christy Corporation est acheté par la société Manitowoc et fusionne en 1970 avec le Bay Shipbuilding.